# Überstrahlung
Überstrahlung bezeichnet den fotografischen Effekt, bei dem helle Stellen umgebende Bereiche ebenfalls aufhellen. Feine Strukturen sind davon besonders betroffen. Starke Lichtquellen führen dabei zu einem Lichthof. Diese Erscheinung tritt sowohl bei digitaler als auch bei analoger Aufnahmetechnik auf. Überstrahlungseffekte werden beim Weichzeichnen zur Bildgestaltung ausgenutzt. 
Siehe auch: Blooming